# (2587) Gardner
(2587) Gardner est un astéroïde de la ceinture principale.

## Description
(2587) Gardner est un astéroïde de la ceinture principale. Il fut découvert le 17 juillet 1980 à la station Anderson Mesa par Edward L. G. Bowell. Il présente une orbite caractérisée par un demi-grand axe de 3,17 UA, une excentricité de 0,16 et une inclinaison de 2,6° par rapport à l'écliptique.

## Compléments